# OfficeSuite
OfficeSuite es una aplicación de paquete ofimático multiplataforma desarrollada por MobiSystems. Tiene versiones para Android, iOS y Microsoft Windows. El paquete añade amplias funcionalidades de PDF a su compatibilidad con los formatos más utilizados de archivo de Microsoft Office. El software tiene más de 220 millones descargas en Google Play y se encuentra entre las principales aplicaciones de negocios de Android.
OfficeSuite está preinstalado en dispositivos de Sony, Amazon, Alcatel, Sharp, Toshiba, ZTE, Huawei, Kyocera y más.

### Historia
El software se lanzó por primera vez como una app móvil en Palm OS en 2004 (incorporando aplicaciones antiguas de MobiSystems: Quick Spell, Quick Check y Quick Write), seguido de Symbian en 2005.
Hasta 2009, OfficeSuite se utilizaba principalmente como lector. Más tarde, MobiSystems recibe una consulta de Sony para el desarrollo de una solución ofimática basada en Android, requerida en solo 12 semanas. Al parecer, los desarrolladores consiguen terminar el proyecto a tiempo y Sony preinstala el recién desarrollado OfficeSuite en todos sus dispositivos Android en 2009.
El software debutó en iOS en 2013, y la primera versión de ordenador de escritorio para Windows apareció en 2016.
Además de la capacidad de conectarse a cualquier proveedor de almacenamiento en la nube como Google Drive, Box, iCloud, OneDrive y más, OfficeSuite ofrece espacio de almacenamiento en la nube patentada de MobiSystems: MobiSystems Drive.
En 2018, la app fue seleccionada por Google para estar entre las pocas en recibir el Premio a la Excelencia de Android.

### Componentes de OfficeSuite
- OfficeSuite Documents - Editor de texto
- OfficeSuite Mail - Correo electrónico con calendario
- OfficeSuite Sheets - Editor de hojas de cálculo
- OfficeSuite PDF - Visor y editor de PDF
- OfficeSuite Slides - Programas de presentación

### Tipos de licencias

#### Android:[5]
- Versión OfficeSuite Gratis: actualizable a OfficeSuite Pro o * OfficeSuite Personal / Premium
- Versión de prueba OfficeSuite Pro: actualizable a Office Suite Pro
- OfficeSuite Pro:[6] actualizable a * OfficeSuite Personal / Premium

#### iOS:[7]
- OfficeSuite Gratis: actualizable a OfficeSuite Pro o * OfficeSuite Personal / Premium
- OfficeSuite Pro: actualizable a * OfficeSuite Personal / Premium

#### Windows:[8]
- OfficeSuite Basic - versión gratuita
- OfficeSuite Personal*
- OfficeSuite Group
- OfficeSuite Business

Existen diferentes precios y planes para licencias personales, grupales y comerciales.
OfficeSuite Personal / Premium ofrece uso multiplataforma con una sola licencia.*

### Características de las versiones de software
OfficeSuite es compatible con archivos Microsoft Word, Microsoft Excel, Microsoft PowerPoint y Adobe PDF.
- OfficeSuite Pro es compatible con todo lo anterior y puede imprimir, convertir PDF a Word, Excel, ePUB, guardar como PDF y podría crear archivos protegidos con contraseña. Tiene una opción de seguimiento de cambios.
- OfficeSuite Personal / Premium es compatible con todo lo anterior, pero también puede agregar fotos de cámara, anotaciones en PDF, guardar como CSV y crear formato condicional en Excel. También presenta las funcionalidades multiplataforma y permite a los usuarios instalar OfficeSuite en las tres plataformas (Android, iOS y Windows) utilizando solamente una licencia comprada.

El software puede editar y administrar los archivos, así como formatear la fuente, el color, el tamaño y el estilo del texto, y tiene otras características comunes al software de ofimática.

### Formatos de archivo compatibles
OfficeSuite ofrece compatibilidad con los formatos de Microsoft en todas las plataformas. El software también tiene soporte adicional para formatos comunes (que pueden variar para diferentes plataformas) y un módulo PDF que permite a los usuarios abrir, editar y exportar a archivos PDF, incluido el escaneo PDF con cámara.

#### OfficeSuite para Android
Archivos abiertos: DOC, DOCX, DOCM, XLS, XLSX, XLSM, PPT, PPTX, PPS, PPSX, PPTM, PPSM, RTF, TXT, LOG, CSV, EML, ZIP, ODT, ODS, OD
Guardar / Guardar como archivos: DOC, DOCX, DOCM, XLS, XLSX, XLSM, PPT, PPTX, PPS, PPSX, PPTM, PPSM, RTF, TXT, LOG, CSV, EML, ZIP, ODT, ODS, ODP

#### OfficeSuite para iOS
Archivos abiertos: DOX, DOTX, DOCM, DOC, TXT, RTF, ODT (soporte parcial), XSLX, XLTX, XLSM, XLS, CSV, PDF, PPTX, PPSX, POTX, PPTM, PPSM, POTM, PPT, POT, PPS .
Guardar / Guardar como archivos: DOX, DOTX, DOCM, DOC, TXT, RTF, ODT (soporte parcial), XSLX, XLTX, XLSM, XLS, CSV, PDF, PPTX, PPSX, POTX, PPTM, PPSM, POTM, PPT, POTE, PPS.

#### OfficeSuite para Windows
Archivos abiertos: DOX, DOTX, DOCM, DOC, TXT, RTF, ODT (soporte parcial), XSLX, XLTX, XLSM, XLS, CSV, PDF, PPTX, PPSX, POTX, PPTM, PPSM, POTM, PPT, POT, PPS .
Guardar / Guardar como archivos: DOCX, DOTX, DOCM, DOC, TXT, RTF, XLSX, XLTX, XLSM, XLS, CSV, PDF, XPS, PPTX, PPSX, POTX, PPTM, PPSM, POTM, PPT, POT, PPS.

### Idiomas

#### Android
Árabe, bengalí, bosnio, búlgaro, catalán, chino (tradicional), chino (Hong Kong), chino (chino simplificado), chino (Taiwán), croata, checo, danés, holandés, inglés, estonio, finlandés, francés, francés ( Canadá), alemán, griego (moderno), hebreo, hindi, húngaro, italiano, japonés, kannada (India), coreano, letón, lituano, macedonio, malayo, malayalam (India), marathi (India), noruego Bokmål, Panjabi ( Punjabi), persa (farsi), polaco, portugués (Brasil), portugués (Portugal), rumano, ruso, serbio, eslovaco, esloveno, español (LATAM), español (España), sueco, tagalo, tamil (India), telugu , Tailandés, turco, ucraniano, vietnamita.

#### iOS
Inglés, francés, alemán, hindi, italiano, japonés, ruso, chino simplificado, español, tailandés.

#### Windows
Inglés, francés, alemán, hindi, italiano, japonés, ruso, chino simplificado, español, tailandés.